# Emilia Popescu
Emilia Popescu (n. 2 martie 1966, București, România) este o actriță română de teatru, film și televiziune și jurată a emisiunii Dansez pentru tine.

## Biografie
Mama sa, Malu Iosif a fost balerină, iar acum este coregraf colaborator al trupei lui Dan Puric, iar tatăl său, Emil Popescu, a fost actor la operetă.  Emilia Popescu  a absolvit, în 1988,  Institutul de Artă Teatrală și Cinematografică I.L. Caragiale din București, clasa profesorilor Olga Tudorache și Florin Zamfirescu.
A debutat în 1987 în filmul Moromeții regia Stere Gulea, în rolul Ilincăi. A avut un mare rol în piesa Străini în noapte, în regia lui Radu Beligan.
Începând cu stagiunea 2002 – 2003 este actriță a Teatrului de Comedie. În plus, este o prezență dinamică și reconfortantă într-o serie de emisiuni de divertisment la Pro TV și TVR.
Emilia Popescu este invitată ca juriu la concursul Dansez pentru tine, unde punctează impresia artistică a concurenților.
Actrița Emilia Popescu a fost decorată la 13 decembrie 2002 cu Ordinul național Pentru Merit în grad de Cavaler, alături de alți actori, „pentru devotamentul și harul artistic puse în slujba teatrului romanesc, cu prilejul împlinirii unui veac și jumătate de existență a Teatrului Național din București”. 

## Teatru
Teatrul de Comedie
- Maria, camerista Oliviei - A douăsprezecea noapte de William Shakespeare, regia Gelu Colceag, 2003
- Marlene Dietrich - Marlene de Pam Gems, regia Cătălina Buzoianu, 2004
- Chirița - Chirița of Bîrzoieni de Vasile Alecsandri, regia Iarina Demian, 2004
- Alla Vadimovna – Casa Zoikăi de Mihail Bulgakov, regia Alexandru Tocilescu, 2009
- Martha - Cui i-e frică de Virginia Woolf? de Edward Albee, regia Gelu Colceag, 2010 - Premiul pentru cea mai bună actriță la Festivalul de Dramaturgie Contemporană, Brașov, ediția a XXII-a, 2010
- Arkadina - Pescărușul de A.P Cehov, regia Claudiu Goga, 2013

Teatrul Bulandra
- Diana - Câinele grădinarului de Lope de Vega, regia Florian Pittiș, 1988, Teatrul Bulandra
- Rita - Meditațiile Ritei de Willy Russel, regia Florian Pittiș, 1989, Teatrul Bulandra
- Elaine Harper - Arsenic și dantelă veche de Otto Joseph Kesselring, regia Grigore Gonța, 1991
- Helena - Visul unei nopți de vară de William Shakespeare, regia Liviu Ciulei,  1991, Teatrul Bulandra
- Else - Deșteptarea primăverii de Frank Wedekind, regia Liviu Ciulei, 1991, Teatrul Bulandra
- Dama de consumație - A 7-a Poruncă de Dario Fo, regia Gelu Colceag, 1993
- Cor - Antigona  de Sofocle, regia Alexandru Tocilescu, 1993
- Hermiona - Poveste de iarnă de William Shakespeare, regia Alexandru Darie, 1994
- Antigona, Medeea - Suită de crime și blesteme de Euripide, regia Alexandru Dabija, 1994
- Natalia Ivanovna - Trei surori de A.P. Cehov, regia Alexandru Darie, 1995
- Calpurnia - Julius Caesar de William Shakespeare, regia Alexandru Darie, 1995
- Janet - Cafeneaua de Sam Bobrik, regia Horațiu Mălăele, 1997
- Madame Therbouche - Libertinul de Éric-Emmanuel Schmitt, 1998
- Eleonora - Tango de Slawomir Mrozek, regia Gelu Colceag, 2001

Teatrul Național București
- Nora – Jocul ielelor de Camil Petrescu, regia Claudiu Goga, 2007

Arcub
- Juliette - Străini în noapte de Eric Assous, regia Radu Beligan, 2007

Teatrul Metropolis
- Chra - Sex de Rob de Graaf, regia Claudiu Goga, 2013

Grand Cinema
- Marthe - Un bărbat pentru Sara de Sam Bobrick, regia Claudiu Goga, 2014

## Filmografie
- Moromeții (1987)
- În fiecare zi mi-e dor de tine (1988)
- Liliacul înflorește a doua oară (1989)
- Divorț... din dragoste (1992)
- Timpul liber (1993)
- Lasă-mă, îmi place: Camera 609 (2023)